# Saint-Christophe-du-Foc
Saint-Christophe-du-Foc è un comune francese di 383 abitanti situato nel dipartimento della Manica nella regione della Normandia.

## Società

### Evoluzione demografica
Abitanti censiti